# Geschichte der Inder in Mosambik
Die Geschichte der Inder in Mosambik bezeichnet die Geschichte der vom Indischen Subkontinent stammenden Menschen im Gebiet des heutigen Mosambik. Nach einer Auswanderungswelle im Zusammenhang mit dem Mosambikanischen Bürgerkrieg und daraus folgenden politischen Entwicklungen leben hier heute noch etwa 20 000 Menschen indischer Abstammung. Ihre Geschichte umfasst gut 1000 Jahre, wobei von den letzten 500 Jahren verlässliche Kenntnisse bestehen. Die ersten Inder gelangten als Händler und spezieller Teil der Swahili-Gesellschaft bereits weit vor der Ankunft der Europäer nach Mosambik. Während der portugiesischen Kolonialzeit kamen weitere indische Händler, aber auch als Soldaten und Angestellte der Kirche oder des Staates hinzu. Etliche integrierten sich dauerhaft als Großgrundbesitzer („Prazo-Herren“) in die afro-portugiesische Gesellschaft, die sich im 16. bis 19. Jahrhundert in Mosambik entwickelte. Im 19. Jahrhundert gelangten Inder als Arbeitsmigranten in großer Zahl ins Land. Als letzte Einwanderungswelle in der ersten Hälfte des 20. Jahrhunderts schließlich kamen Inder aus dem britischen Südafrika nach Mosambik.

## Indische Händler in Mosambik vor 1500

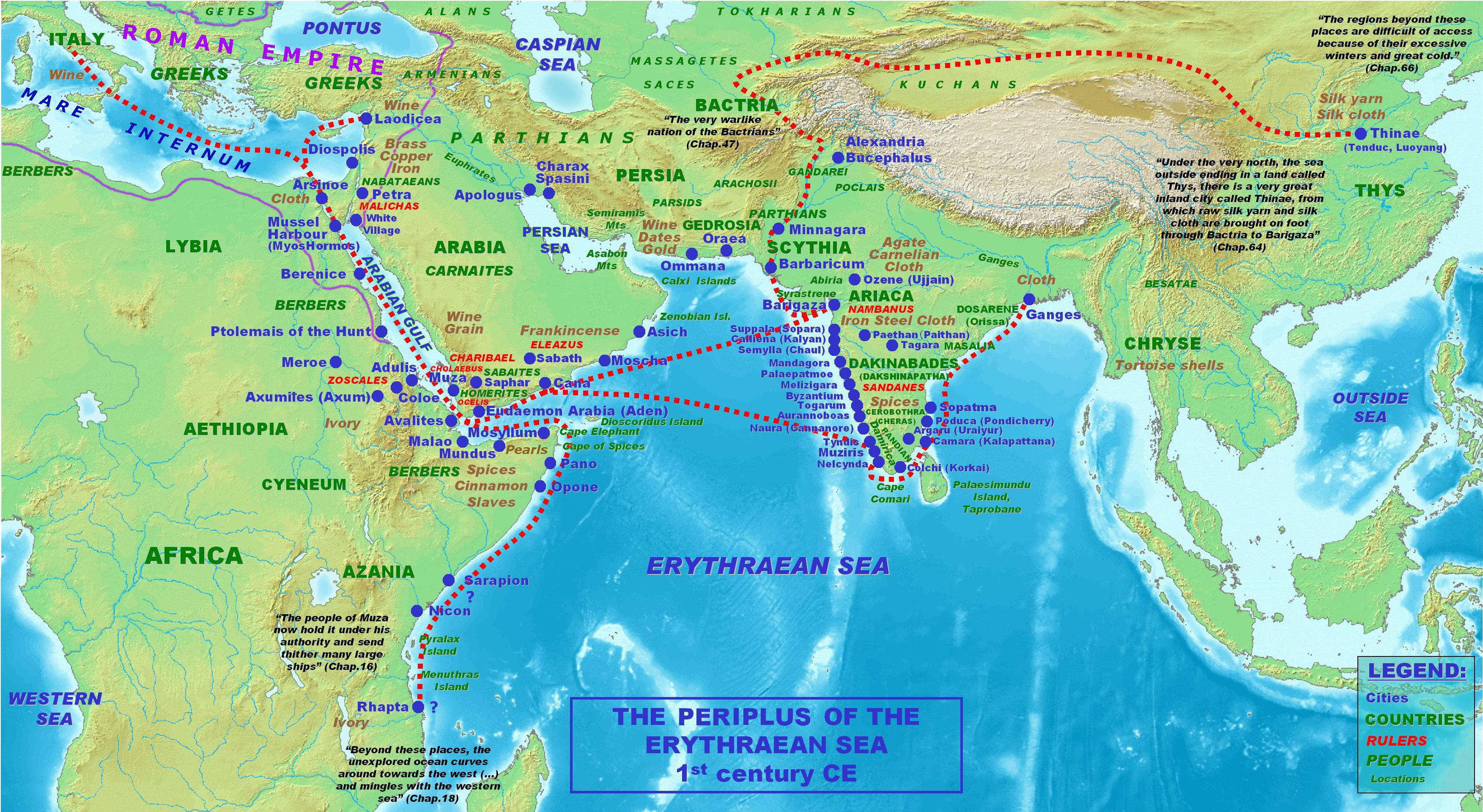
Namen, Orte und Seerouten des Periplus Maris Erythraei

Das nördliche Mosambik war mit großer Wahrscheinlichkeit der südlichste Ausläufer eines Handelssystems, das etwa 40 n. Chr. in dem Werk Periplus Maris Erythraei beschrieben wurde und die Arabische Halbinsel, Indien und die Küste Ostafrikas verband. Es ist also möglich, dass indische Händler bereits vor 2000 Jahren an der Küste des nördlichen Mosambik Handel trieben. Städte bis in den Süden Mosambiks waren zudem Teil der an der gesamten Küste Ostafrikas zu findenden Swahiligesellschaft, zu der wiederum seit über 1000 Jahren auch eine – immer klar segregierte – indische Diaspora gehörte.
Gesichert ist, dass der portugiesische Entdecker Vasco da Gama, als er 1499 die später Ilha de Moçambique genannte Insel erreichte, dort bereits indische Händler antraf.

## Inder in Mosambik zur Zeit des Estado da India: Canarins und Banyans
Bald nach dem Beginn der auf wenige Stützpunkte beschränkten portugiesischen Herrschaftsausübung im späteren Mosambik nahm die Geschichte der indischen Migration hier einen anderen Verlauf als im nördlicheren Ostafrika. Die Küsten des heutigen Tansania und Kenia waren nur kurz unter portugiesischer Herrschaft, Mosambik dagegen blieb für nahezu 500 Jahre portugiesische Kolonie und war bis 1821 gemeinsam mit Portugiesisch-Indien Bestandteil des Vizekönigtums Estado da India. Sitz des für Mosambik zuständigen Vizekönigs war ab 1530 die indische Stadt Velha Goa. Im 16. und 17. Jahrhundert kamen daher Inder aus Goa nicht nur als Händler, sondern auch als Angestellte der römisch-katholischen Kirche oder des portugiesischen Staates, als Verwalter oder Soldaten nach Mosambik.

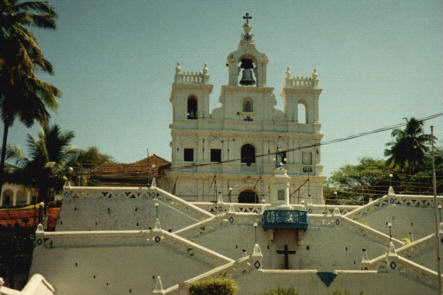
Die katholische Kathedrale des indischen Goa

Die Portugiesen unterschieden bei diesen Indern zwischen Canarins und Banyans. Die katholische Kirche hatte in Goa erfolgreich missioniert, und Canarins waren die überwiegend christlichen Inder aus dem südindischen Goa, die zumeist auch portugiesische Familiennamen trugen. Hindus dagegen erhielten die Bezeichnung Banyans und kamen im Unterschied zu den Canarins überwiegend aus den portugiesischen Stützpunkten in Nordindien.
Historisch belegt sind indische Händler in den 1560er Jahren in der Region Manica, weit im mosambikanischen Inland, und indische Soldaten in den Kriegen, die die Portugiesen in den 1640er Jahren in Zambezia austrugen. Zeitgenössische Quellen erwähnen einen brahmanischen Händler dort in den 1660er Jahren ebenso wie einen „Canarin-Doktor“ in Zambezia in den 1680er Jahren. Indische Händler spielten eine zentrale Rolle im Goldhandel mit den Einheimischen fernab der Küste und gründeten den wichtigen Goldhandelsplatz Zumbo, im küstenfernsten Teil des heutigen Mosambik.
Ab Ende des 17. Jahrhunderts förderten die Portugiesen die Einwanderung von Indern aus ihren indischen Besitzungen nach Mosambik. Der Plan der Kolonialverwaltung, indische Bauern zur Besiedlung des Sambesi-Tales nach Mosambik zu holen, blieb allerdings nahezu ohne Ergebnis. Stattdessen kamen indische Händler und indisches Kapital. Indische Handelsgesellschaften wie die Banyan-Gesellschaft von Mazanes, die seit 1688 das Monopol für den Handel zwischen Mosambik und dem portugiesisch-indischen Diu hatte, erlangten so großen Einfluss, dass es zu Spannungen mit den portugiesischen Händlern Ostafrikas kam. Diese Spannungen verbanden sich mit religiösem Hass, und ab 1720 wurde die Inquisition in Mosambik gegen muslimische und hinduistische Händler aktiv. Im gesamten 18. Jahrhundert gab es (vergebliche) antiindische Vorstöße von Seiten portugiesischer Händler mit dem Ziel, indische Händler aus dem Landesinneren fernzuhalten, ihr Monopol im Textilhandel zu brechen oder die Zahl der indischen Handelsgesellschaften auf der Ilha do Mozambique zu beschränken. Um 1780 gab es allein auf der Ilha de Moçambique 20 indische Handelshäuser und etwa 300 dauerhaft dort lebende Menschen indischer Herkunft. Indische Händler waren in allen Küstenstädten und den Marktplätzen des Inlandes zu finden, der Handelsplatz von Inhambane war sogar eher ein indischer als ein portugiesisch bestimmter Ort. Vor allem aber erscheinen sie zunehmend als Landeigentümer, genauer gesagt Prazo-Besitzer im Sambesi-Tal.

## Indische Prazeiros in Mosambik im 15. bis 19. Jahrhundert
Die sogenannten Prazos waren eine spezielle Einrichtung der portugiesischen Kolonialpolitik in Afrika. Aus mittelalterlichen Vorbildern entstanden, war ein Prazo eine Art Lehen des portugiesischen Königs. Im mosambikanischen Sambesital (Zambesia) entwickelten sich daraus quasi unabhängige Fürstentümer, und die Prazeiros waren für 400 Jahre die eigentlichen Herren des Landes. Personen indischer Herkunft stellten laut einem zeitgenössischen Bericht von 1766 einen Anteil von etwa einem Drittel der Oberhäupter der großen Prazo-Familien. Die Gesamtzahl der Inder im Sambesital betrug nach zeitgenössischen Quellen 1722 178 Personen, gegenüber 300 Portugiesen. Anfang des 19. Jahrhunderts gab es vier mächtige Prazo-Familien im zentralen Mosambik, von denen zwei indischen Ursprungs waren. Die üblicherweise „afro-portugiesisch“ genannten Mischkultur, die sich in Mosambik entwickelt hatte, kann mit einiger Berechtigung daher auch eine „afrikanisch-indisch-portugiesische“ Kultur genannt werden. Allerdings waren die Mitglieder dieser Familien im 19. Jahrhundert weder in ihrer physischen Erscheinung noch in ihrer Religion oder Kultur als „indisch“ oder „portugiesisch“ zu erkennen.

## Arbeitsmigranten aus Südafrika
Vor allem aus der Region Gujarat stammende Inder kamen in der zweiten Hälfte des 19. Jahrhunderts aus Südafrika nach Mosambik. Zwar wurde 1899 die Einwanderung von Asiaten nach Mosambik mit der Begründung gestoppt, sie seien für einen Ausbruch der Pest verantwortlich, und selbst nach der Rücknahme dieser Beschränkung 1907 mussten Asiaten, die in die Kolonie einwandern wollten, eine Ausschiffungsgebühr von 3000 Reales in ihrem Ankunftshafen zahlen. Zunehmende Feindseligkeit der Weißen in Südafrika nach 1911 führte jedoch dazu, dass mehr und mehr aus Gujarat stammende Inder, die sich ursprünglich in Südafrika niederlassen wollten, sich stattdessen nach Norden – also nach Mosambik – wandten, um sich vor allem in der Region um die Delagoa-Bucht niederzulassen.

## Einwanderungsbeschränkungen und Rassismus in den 1920er bis 1940er Jahren
In den 1920er und 1930er Jahren, also zur Zeit der Diktatur Salazars in Portugal, erließ die Kolonialverwaltung Portugiesisch-Ostafrikas wieder Beschränkungen der indischen Einwanderung und verhinderte auch die Wiedereinreise von Indern, die sich zum Zeitpunkt des Erlasses zufällig außerhalb Mosambiks aufhielten. Der Effekt dieser Maßnahmen war allerdings, dass die Inder, die sich bis dahin häufig nur saisonweise in Mosambik aufgehalten hatten, während ihre Familien in Indien geblieben waren, sich nun dauerhaft ansiedelten und Frauen und Kinder in ihr neues Heimatland nachholten.
Die Portugiesen erließen zudem „Rassenquoten“, nach denen für jeden nicht-weißen Beschäftigten eines Betriebes mindestens zwei Weiße angestellt werden mussten. Die Inder umgingen diese Bestimmungen allerdings, indem sie nicht vertrauenswürdige Angestellte entließen und die Verbliebenen indischen Beschäftigten als „Partner“ auswiesen, die somit nicht in die Beschäftigtenzahl einflossen. 1948 konterte die Regierung, indem von da ab auch „Partner“ als Beschäftigte gezählt und in die Quote eingerechnet wurden.

## Entwicklung nach 1945
Nach den Jahren der Stagnation zwischen 1928 und 1947 stieg die Zahl der Inder in Mosambik in den späten 1940er und den 1950er Jahren deutlich an:
| Jahr                              | Europäer | Inder  |
| --------------------------------- | -------- | ------ |
| 1928                              | 17 842   | 8 475  |
| 1940                              | 27 438   | 9 147  |
| 1950                              | 48 213   | 12 630 |
| 1955                              | 65 798   | 15 235 |
| 1960                              | 97 245   | 17 241 |
| Quelle: Anuario Estatistico, 1973 |          |        |

Die Unabhängigkeit Indiens 1947 und die darauf folgende Teilung des Subkontinents in das überwiegend hinduistische Indien und das muslimische Pakistan bedeutete für die Südasiaten in Mosambik, dass sie sich für eine Nationalität entscheiden mussten. Die meisten Hindus und auch einige Moslems wählten die indische Staatsbürgerschaft, einige der größeren Händler mit der britischen Staatsbürgerschaft eine dritte Möglichkeit. Vor allem aber ließen nun viele Inder ihre in Mosambik geborenen Kinder als Portugiesen registrieren. Die indische Staatsangehörigkeit der Goaner und ihrer Nachfahren wurde in Indien auf dem Verordnungswege 1962 geregelt und von Portugal mit dem Vertrag vom 31. Dezember 1974 anerkannt. Bewohnern blieb portugiesischerseits die Möglichkeit Geburten im dortigen Zentralregister eintragen zu lassen.
1961 erschütterte die Besetzung der portugiesischen Besitzungen Goa, Daman und Diu in Indien das portugiesisch-indische Verhältnis mit harten Auswirkungen auf die indische Minderheit in Mosambik. Die Portugiesen internierten alle Personen indischer Nationalität in Lagern und froren auf Geheiß des Diktators Salazar ihre Bankkonten ein. Angeblich dem Schutz der indischen Minderheit dienend, versuchten die Portugiesen die Internierung tatsächlich als Faustpfand für die Freilassung von 3200 in Goa gefangen gehaltene Portugiesen zu nutzen.
Selbst nach der Einstellung der Feindseligkeiten um Goa waren Inder in Mosambik Restriktionen unterworfen. und einige ließen sich deshalb in anderen Staaten Ostafrikas nieder. Infolge der Ausweitung des Mosambikanischen Unabhängigkeitskrieges in den 1970er Jahren verließen Südasiaten in größerer Zahl das Land. Insbesondere Ismailiten verließen auf Druck ihres Oberhauptes Aga Khan IV. Mosambik in Richtung Indien bzw. Pakistan oder auch Portugal.
Sunnitische Muslime und Hindus dagegen blieben überwiegend auch nach der Unabhängigkeit im Land, obwohl sie überwiegend als Händler tätig und damit stärker von der Sozialisierung der Wirtschaft betroffen waren. Häufig brachte ein Mitglied der Familie das Opfer, trotz der Unsicherheiten im Land zu bleiben und das Geschäft aufrechtzuerhalten, während andere in die Nachbarländer, nach Portugal oder Südasien auswanderten.
Den größten Anteil von Menschen indischer Abstammung haben heute die Hauptstadt Maputo und die Ilha do Moçambique. Als Ergebnis der oben beschriebenen Geschichte spricht heute ein Teil von ihnen Portugiesisch als Erstsprache, andere Hindi oder Gujarati.